# Full Spectrum Warrior
Pour les articles homonymes, voir FSW.
Full Spectrum Warrior ou FSW est un jeu vidéo de tactique en temps réel développé par Pandemic Studios et édité par THQ, sorti en 2004 sur Windows, Xbox et PlayStation 2. Le jeu utilise le moteur Havok 2. 
Une suite, Full Spectrum Warrior: Ten Hammers, est sortie le 27 mars 2006 en Amérique du Nord et le 23 juin 2006 en Europe.
Le jeu est proposé en téléchargement gratuit depuis le 29 septembre 2008, sponsorisé par l'Armée de terre des États-Unis.

## Trame
Une vague d'attentats terroristes secoue l'Europe et l'Asie du Sud-Est, ciblant les intérêts américains et britanniques. Après des mois de recherches, les services de renseignement américains remontent la source des attaques au minuscule pays fictif du Zekistan. Les opérations américaines en Irak et en Afghanistan ont contraint Al-Qaïda et les Talibans à trouver refuge au Zekistan, soutenus par le dictateur au pouvoir, Mohammed Jabbour Al-Afad. Son régime abrite des camps d'entraînement terroristes et mène une campagne de nettoyage ethnique contre la population locale. Après que les négociations avec l'ONU aient échouées et à la suite de l'autorisation donnée par les Pakistanais aux Américains d'utiliser leur espace aérien, l'OTAN envahit le Zekistan afin de renverser Al-Afad.

## Système de jeu
Le joueur commande deux groupes, Alpha et Bravo. Chaque groupe a un chef d'escouade, équipé d'un Colt M4, d'un récepteur GPS, permettant de localiser les objectifs de missions et les positions des ennemis ainsi que d'une radio pour communiquer avec le QG. Le second membre de groupe est le mitrailleur, équipé d'une M249, utile notamment pour effectuer des tirs de suppression. Il est assigné à prendre le commandement du groupe si le chef de l'escouade est abattu. Le troisième membre de groupe est le grenadier équipé d'un M4 avec lance-grenades M-203. Enfin, le dernier membre de groupe est le fusilier, équipé d'un M4. Chaque soldat a un nombre limité de munitions et de grenades (fumigènes et à fragmentation). Occasionnellement, dans certaines missions, une troisième escouade, Charlie, composée de soldats anti-chars ou de Rangers peut faire son apparition.
Tout au long du jeu, le joueur ne contrôle pas directement les membres d'escouade mais leur donne des ordres (exemple : tenir la position, effectuer un tir de suppression, mouvement d'un point A à un point B etc).

### Multijoueur
Full Spectrum Warrior propose également un mode multijoueur coopératif jouable jusqu'à 2 en ligne ou en écran partagé.

## Usage thérapeutique
Le jeu a été adapté par les psychologues afin d'aider les vétérans de la guerre d'Irak à surmonter les effets du trouble de stress post-traumatique.